# زمالة كلية الجراحين الملكية
زمالة كلية الجراحين الملكية (بالإنجليزية: Fellowship of the Royal College of Surgeons)‏، ويختصر الاسم إلى FRCS، هي شهادة مهنية تمنح الحق في ممارسة الجراحة كاستشاري في المملكة المتحدة وأيرلندا.
تتولى منح درجة الزمالة كل من:
- كلية الجراحين الملكية بإنجلترا
- كلية الجراحين الملكية في إيرلندا
- كلية الجراحين الملكية بإدنبرة
- كلية الأطباء والجراحين الملكية في غلاسغو[1]

كما توجد في العديد من دول الكومنولث مؤسسات تمنح شهادات مماثلة تحمل أيضًا اسم الزمالة، من بينها:
- زمالة الكلية الملكية للأطباء والجراحين بكندا (FRCSC)
- زمالة كلية الجراحين الملكية الأسترالاسية (FRACS)
- زمالة كلية الجراحين بجنوب أفريقيا (FCS(SA))
- زمالة كلية الجراحين في هونغ كونغ (FCSHK)